# جيري مانويل
جيري مانويل (بالإنجليزية: Jerry Manuel)‏ هو لاعب كرة قاعدة أمريكي، ولد في 23 ديسمبر 1953 في هاهيرا في الولايات المتحدة.

## وصلات خارجية
- جيري مانويل على موقعبيزبول رفرنس.كوم (الدوري الرئيسي) (الإنجليزية)
- جيري مانويل على موقعبيزبول رفرنس.كوم (الدوري الثانوي) (الإنجليزية)
- جيري مانويل على موقع مشجعي الرسوم البيانية (الإنجليزية)